# Hells Angels

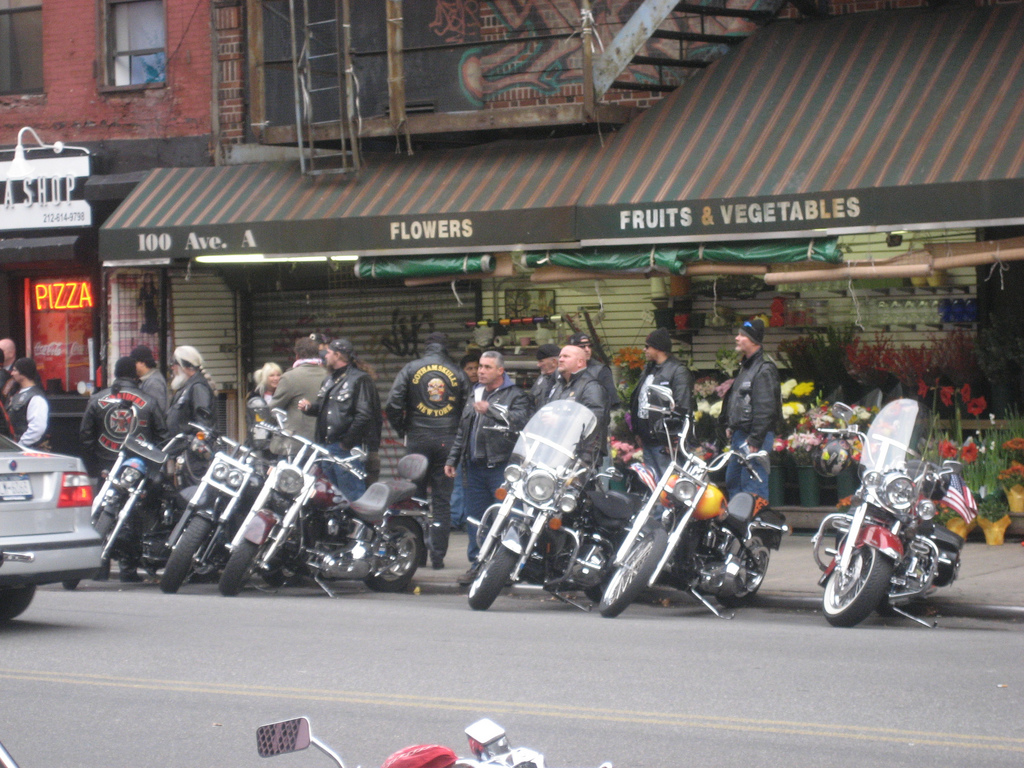

A Hells Angels (A pokol angyalai) a világ leghíresebb és legrégebb óta működő motoros klubja. 1948. március 17-én alakultak meg. Sonny Barger a megalapítójuk és az elnökük. Főleg Harley-Davidson motorkerékpárokat vezetnek. Az évek során a világ többi részére is terjeszkedni kezdtek. Filmekben is szerepeltek, könyveket is írtak, valamint könyvek készültek róluk, így a popkultúra részeivé is váltak. Az USA-ban szervezett bűnözői szervezetnek vannak besorolva, ám a klub tagjainak a csapatban lenni életérzésnek számít. 
Természetesen őket sem kerülték el a botrányok hosszú fennállásuk alatt. A leghíresebb zűrzavart az 1969-es altamont-i fesztiválon, a The Rolling Stones koncerten okozták, ahol a Hells Angels őrként szolgált, és az egyik tag hátba szúrta Meredith Huntert a közönségből, mert az késsel rátámadott Mick Jagerre. A védelmező tagot a bíróság később felmentette a vádak alól. Amerikában riválisaik is akadnak szép számmal, illetve a rendőrség sem nézi túl jó szemmel a Pokol Angyalai „munkálkodásait”. Gyakran üldözik őket, ám ettől eltekintve a klub egészen a mai napig létezik.